# Швойницкий, Роман
Роман Алекна-Швойницкий (пол. Roman Alekna-Szwoynicki; 21 декабря 1845 — 13 января 1915) — польский художник, участник польского январского восстания (1863—1864).

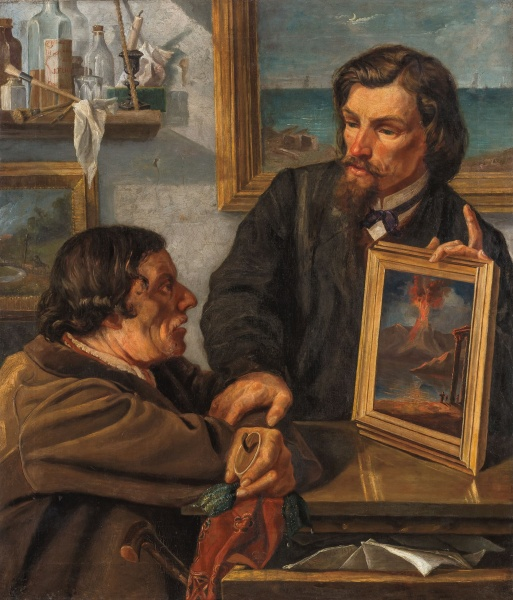
Провинциальное искусство (Автопортрет художника)

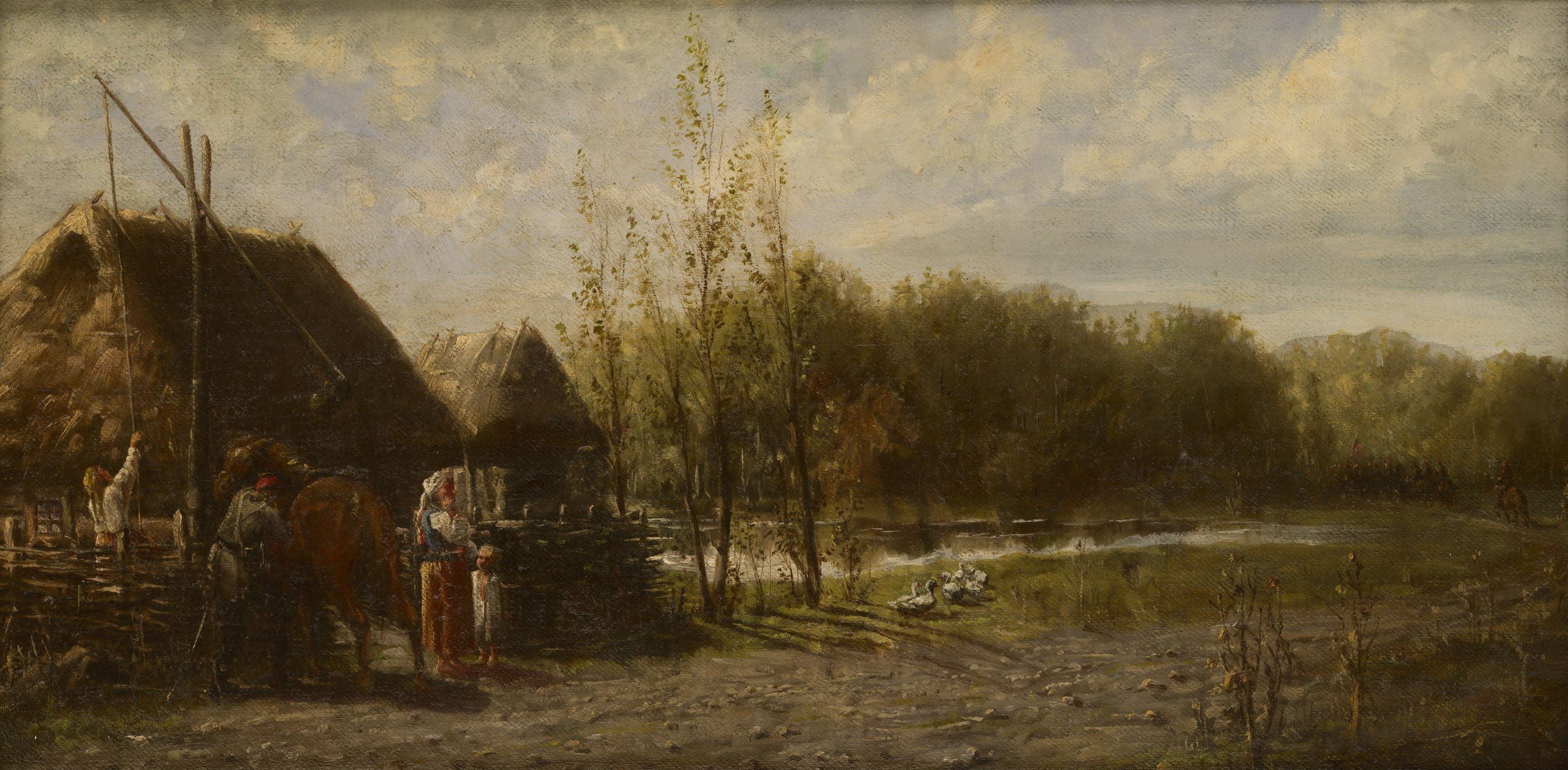
Сельский пейзаж

## Биография
Помещик, шляхтич, владелец имения Рады под Паневежисом, у которого жил его кузен Генрик Сенкевич. Обучался в шляхетском корпусе в Вильно. Участник польского январского восстания (1863—1864). После подавления восстания был арестован и сослан в Сибирь. Отбывал наказание в Тобольске. Писал картины.
После амнистии, вернулся в Польшу и поселился в Варшаве. В 1871—1873 годах посещал частную живописную студию под управлением Войцеха Герсона. Выставлял свои картины в Варшаве.
В 1873 году поступил на учёбу в Академию изящных искусств в Мюнхене.
В 1904 году переехал в своё имение Рады, где и умер в 1915 году.
В 1889 году был награждён на Всемирной выставке в Париже.